# Lessons in Love
Lessons in Love – trzeci studyjny album amerykańskiego piosenkarza R&B Lloyda. Album został wydany 4 sierpnia 2008 roku w Wielkiej Brytanii oraz 5 sierpnia w Stanach Zjednoczonych, początkowo album miał nosić tytuł Sexual Education, lecz ostatecznie zmieniono go na Lessons in Love.

## Single
Pierwszym singlem promującym album był How We Do It (Around My Way) z udziałem Ludacrisa, drugim natomiast Girls Around the World z udziałem Lil' Wayne'a. Trzecim singlem promującym płytę był Year of the Lover oraz jego remix z udziałem rapera Pliesa.

## Lista Utworów
1. "Sex Education"
2. "Girls Around the World" (featuring Lil' Wayne)
3. "Treat U Good"'
4. "Year of the Lover"
5. "I Can Change Your Life"
6. "Lose Your Love"
7. "Have My Baby"
8. "Love Making 101"
9. "Party All Over Your Baby"
10. "Touched by an Angel"
11. "I'm Wit It"
12. "Lose Control" (featuring Nelly)
13. "Heart Attack"
14. "How We Do It (Around My Way)" (featuring Ludacris)  (utwór dodatkowy)
15. "Day in the Life"' (utwór dodatkowy)
16. "Year of the Lover (Remix)" (featuring Plies) (utwór dodatkowy)